# 名古屋テレビニュース6:00
『名古屋テレビニュース6:15→6:10→6:00』（なごやテレビニュース ろくいちご→ろくいちまる→ろくまるまる）は、1980年10月6日から1986年9月26日まで6年間、名古屋テレビで生放送された初代最初の平日夕方の中京ローカルのニュースワイド番組。

## 番組史
それまで18時台後半に生放送されていた『名古屋テレビニュース』を18時台前半、『ANNニュースレーダー』の前に移動してスタートしたもので、第1期の『名古屋テレビニュース6:15』は10分枠のミニ番組であったが、1982年4月1日から枠を前後5分延長し、20分の夕方のキャスターワイドニュースショー『名古屋テレビニュース6:10』にリニューアルされた。
さらに1983年4月1日からは18時ちょうどにスタート時間を繰り上げ、第3期・25分ワイドニュースの『名古屋テレビニュース6:00』として再リニューアルされ、1986年9月26日まで、第1・2期を含め合計6年間の放送を終え、新番組『名古屋テレビニュース・Just6』に引き継がれた。

## 放送時間

### 名古屋テレビニュース6:15
- 月曜日 - 金曜日 18:15 - 18:25（1980年10月6日 - 1982年3月31日）

### 名古屋テレビニュース6:10
- 月曜日 - 金曜日 18:10 - 18:30（1982年4月1日 - 1983年3月31日）

### 名古屋テレビニュース6:00
- 平日
  - 月曜日 - 金曜日 18:00 - 18:25（1983年4月1日 - 1986年9月26日）